# U-18-Faustball-Europameisterschaft der Frauen 2007
Die 7. Faustball-Europameisterschaft für weibliche U18-Mannschaften fand 2007 in Wallisellen (Schweiz) zeitgleich mit der Europameisterschaft 2007 für männliche U18-Mannschaften statt. Die Schweiz war zum dritten Mal, Wallisellen zum zweiten Mal, Ausrichter der Faustball-Europameisterschaft der weiblichen U18-Mannschaften.

## Vorrunde
Spielergebnisse
| 14.07.2007 | Schweiz     | – | Deutschland | 1:3 | (8:11, 3:11, 13:11, 6:11) |
| 14.07.2007 | Österreich  | – | Italien     | 3:0 | (11:4, 11:6, 11:3)        |
| 14.07.2007 | Schweiz     | – | Österreich  | 0:3 | (6:11, 9:11, 4:11)        |
| 14.07.2007 | Deutschland | – | Italien     | 3:0 | (11:4, 11:4, 11:7)        |
| 14.07.2007 | Schweiz     | – | Italien     | 3:0 | (11:8, 11:4, 11:4)        |
| 14.07.2007 | Deutschland | – | Österreich  | 1:3 | (14:12, 9:11, 2:11, 6:11) |

## Halbfinale
Der Sieger der Vorrunde war direkt für das Finale qualifiziert, der Zweite und der Dritte spielten im Halbfinale um den Finaleinzug.
| 15.07.2007 | Deutschland | - | Schweiz | 3:2 | (8:11, 11:2, 5:11, 11:5, 11:3) |

## Finalspiele
| Spiel um Platz 3 | Spiel um Platz 3 | Spiel um Platz 3 | Spiel um Platz 3 | Spiel um Platz 3 | Spiel um Platz 3                       | Spiel um Platz 3 |
| ---------------- | ---------------- | ---------------- | ---------------- | ---------------- | -------------------------------------- | ---------------- |
| 15.07.2007       | Schweiz          | –                | Italien          | 3:0              | (11:3, 11:4, 11:5)                     |                  |
| Finale           |                  |                  |                  |                  |                                        |                  |
| 15.07.2007       | Österreich       | –                | Deutschland      | 2:4              | (11:13, 13:11, 11:5, 8:11, 3:11, 5:11) |                  |

## Platzierungen
| Rang | Land        |
| ---- | ----------- |
| 1.   | Deutschland |
| 2.   | Österreich  |
| 3.   | Schweiz     |
| 4.   | Italien     |